# Repubblica – Teatro dell'Opera

Repubblica – Teatro dell'Opera is een station aan lijn A van de metro van Rome dat werd geopend op 16 februari 1980.

## Geschiedenis
In 1941 verscheen het metrostation onder het Piazza Repubblica in de plannen voor de metro als overstapstation tussen de lijnen A en C, de aanleg werd echter opgeschort als gevolg van de Tweede Wereldoorlog. Vanaf 1948 werd weer gebouwd aan de metro en in 1955 werd lijn B geopend. In 1959 volgde het tracébesluit voor lijn A maar lijn C verdween voor lange tijd uit de plannen. De overstap op lijn B kwam bij Termini en Repubblica werd het eerste metrostation aan lijn A ten noorden van Termini. De bouw van de lijn begon in 1963 en werd in 1979 opgeleverd. Tijdens de bouw stuitten de bouwers van het station op verschillende archeologische voorwerpen in de bodem. Deze vondsten betekenden zelfs dat het ontwerp van het station moest worden aangepast wat een van de redenen was voor de te late oplevering van de lijn. Het reizigersverkeer ging op 16 februari 1980 van start tegelijk met het initiële deel van lijn A. In 2000 werd Teatro dell'Opera toegevoegd aan de stationsnaam om de aandacht te vestigen op de opera die achter de arcades in de Via Torino ligt. In 2005 werd een nieuw tracé voor lijn C vastgesteld dat niet meer langs Repubblica loopt. Op 23 oktober 2018 stortte een roltrap in waarbij 24 gewonden vielen, vooral aanhangers van FK CSKA Moskou die op weg waren naar het Olympisch Stadion. De treden die op dat moment beneden waren werden verwrongen onder het gewicht. Aanvankelijk kregen de “springende en joelende” voetbalsupporters de schuld maar op camerabeelden zijn geen springers te zien. Onderzoek wees uit dat er sprake was van achterstallig onderhoud  en het herstelwerk na het onderzoek duurde tot 26 juni 2019.  

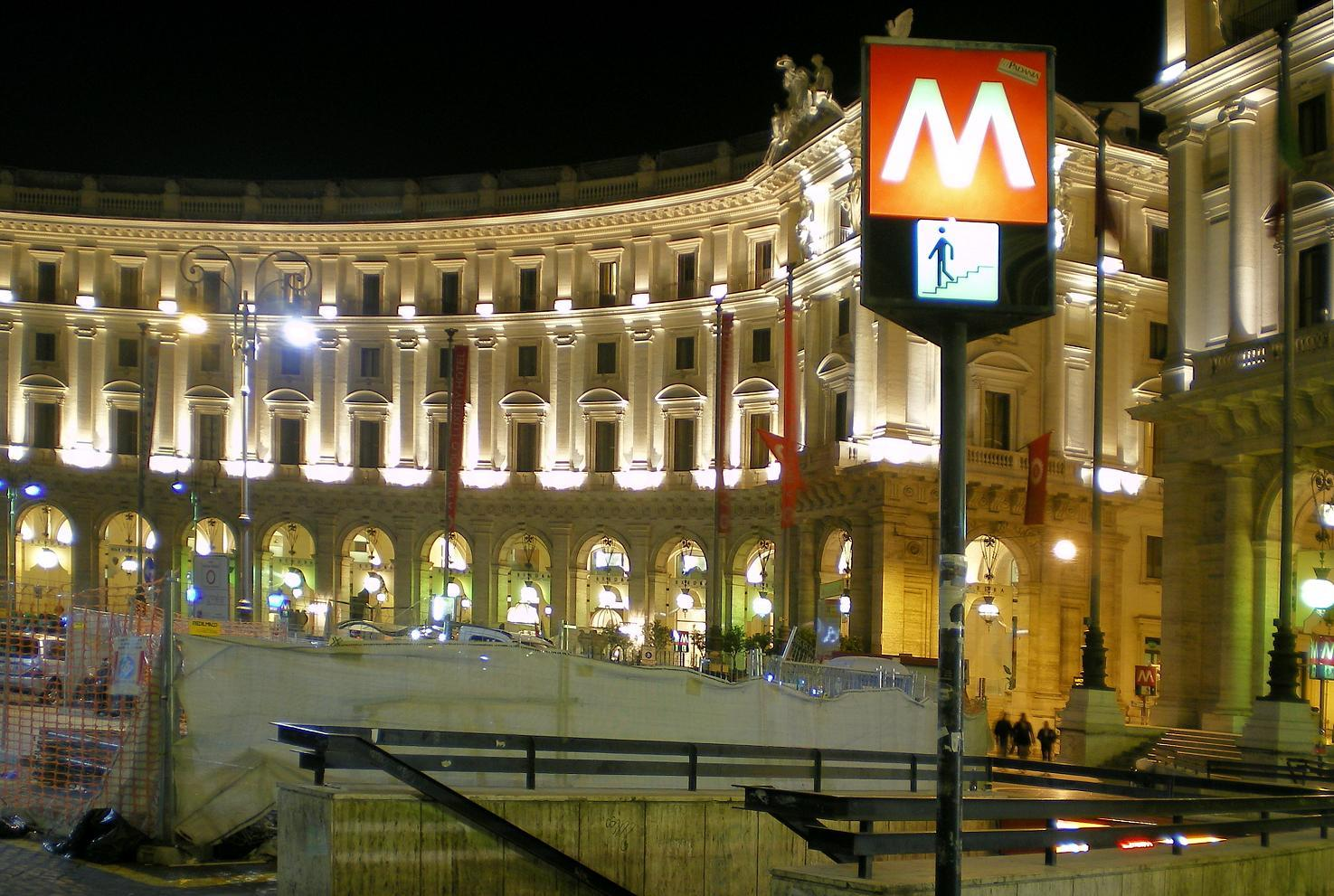
De toegang aan de westkant van het plein
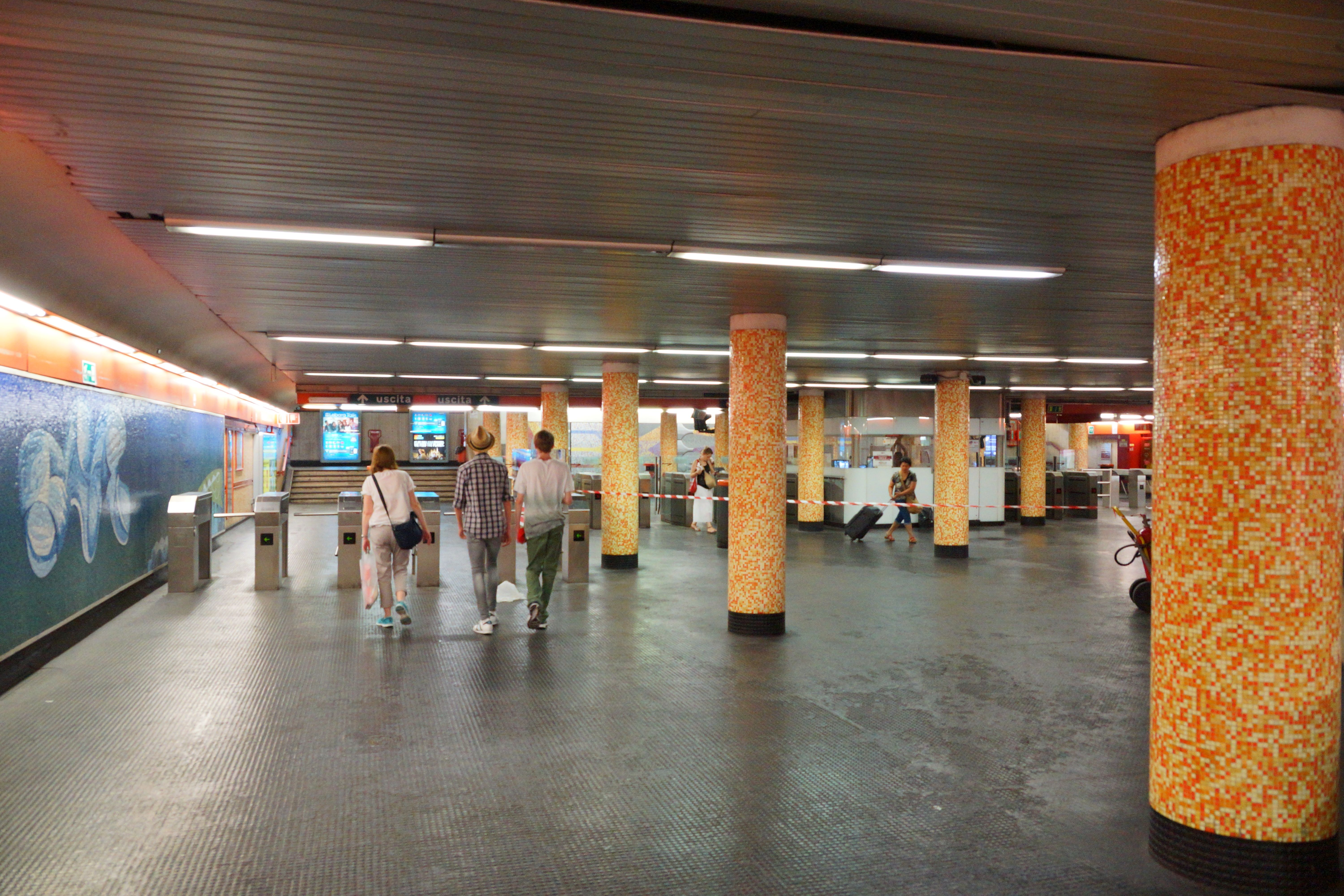
De verdeelhal met links het mozaïek.
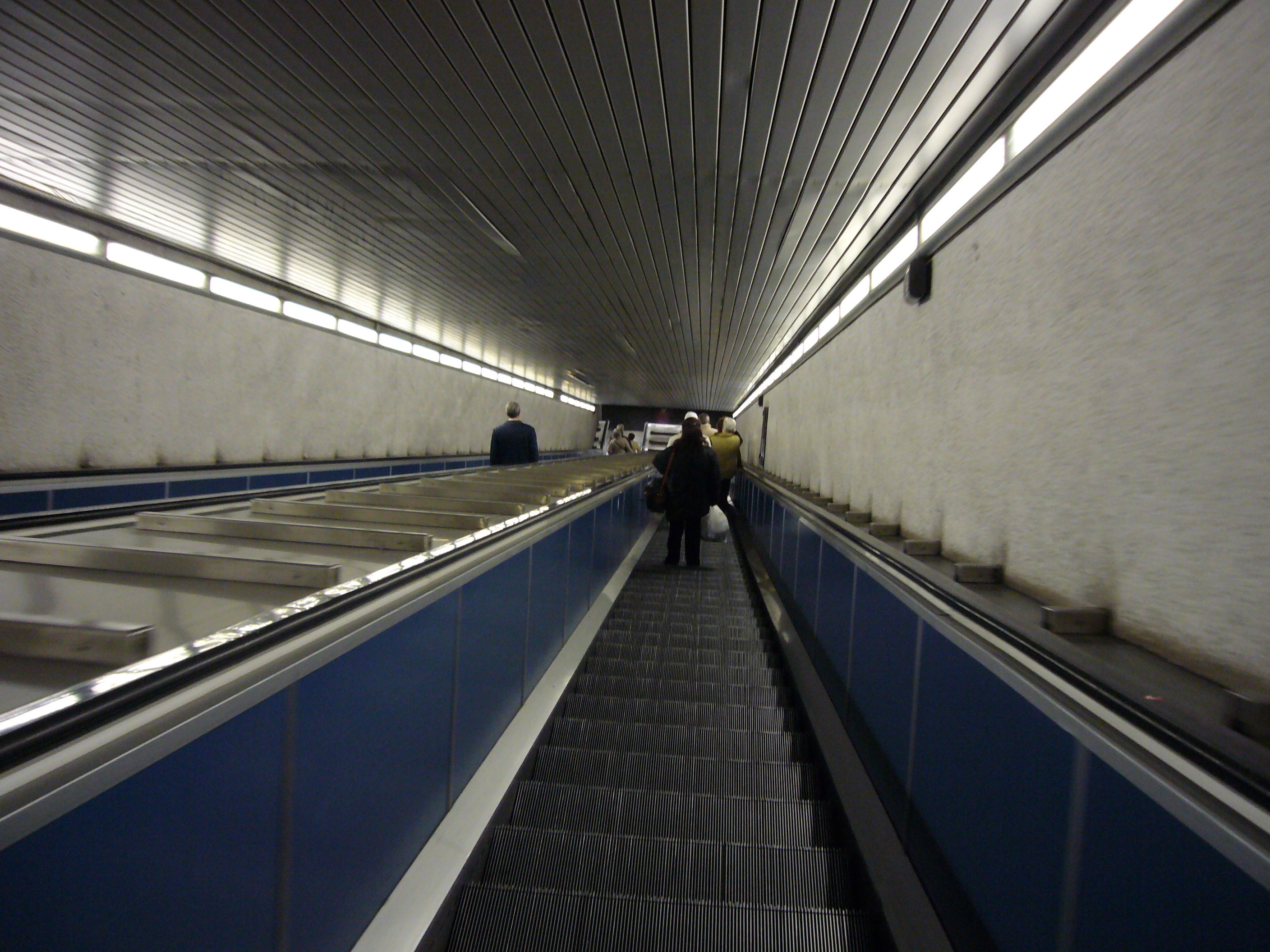
De roltrappen tussen verdeelhal en het perron

## Ligging en inrichting
De verdeelhal is gebouwd volgens de openbouwputmethode waar de Via Nazionale op het plein uitkomt. De toegangen liggen voor de arcades aan de west- en zuidkant van het plein aan weerszijden van de Via Nazionale. Vanaf het plein ligt over de Via Nazionale het Teatro dell'Opera aan de eerste straat links. In de verdeelhal zijn de aangetroffen ruïnes zichtbaar achter glas, de zuidelijke wand van de verdeelhal is opgesierd met mozaïekwerk, terwijl op de kolommen mozaïeksteentjes in de lijnkleur zijn aangebracht. De perrons op 20 meter diepte zijn met roltrappen en vaste trappen verbonden met de verdeelhal. Rond het perron zijn de wanden afgewerkt met tufstenen beplating en is de stationsnaam aangebracht in witte letters op een oranje lijst.